# Aureliano de Beruete y Moret
Aureliano de Beruete y Moret (ur. 1876 w Madrycie, zm. 1922 tamże) – hiszpański historyk i krytyk sztuki; w latach 1918–1922 dyrektor Muzeum Prado.
Był synem Aureliano de Beruete, malarza i historyka sztuki. Ukończył historię sztuki na Uniwersytecie Complutense w Madrycie. Pisał na jej temat artykuły do czasopism wydawanych w Hiszpanii i na świecie. Wśród jego publikacji wyróżniają się te na temat madryckiej szkoły malarskiej, Velázqueza i Juana de Valdés Leal.
Jako dyrektor Prado przywiązywał dużą wagę do utrzymania i aktualizacji katalogów dzieł sztuki. Przy zadaniu tym współpracowało wielu historyków, m.in.  Francisco Javier Sánchez Cantón. W 1919 w muzeum otwarto sale dedykowane El Grecowi i Velázquezowi. W 1920 Aureliano de Beruete y Moret uzyskał od króla Alfonsa XIII dekret nadający Prado nazwę muzeum narodowego. Na kilka lat przed śmiercią przekazał obrazy swojego ojca do Muzeum Sztuki Współczesnej, którego kolekcję włączono do zbiorów Prado w 1971 roku. 

## Publikacje
- Conferencias de arte, 1924
- Galerías de Europa. Álbum de la Galería de Pinturas del Museo del Prado [1912-1913], 1924
- La reorganización de Museo del Prado. Nuevos pabellones, 1920